# Man In Space Soonest
Man In Space Soonest (MISS; česky „Člověk ve vesmíru co nejdříve“) byl kosmický program letectva Spojených států amerických probíhající v letech 1957–1958. Jeho cílem byl let prvního člověka do vesmíru. Po založení NASA, a soustředění příprav na pilotované kosmické lety do ní, byl program v srpnu 1958 zrušen.

## Historie
Odborníci letectva Spojených států začali pracovat na pilotovaných letech do vesmíru roku 1956. Zvažovány byly jak stavba raketoplánu vycházejícího z programu X-15, tak návratové kapsle. Po vypuštění prvního Sputniku se americké kosmické programy dostaly pod silný tlak politiků, požadujících předehnání Sovětského svazu.
V únoru 1958 plány vykrystalizovaly do tří směrů – společnost North American Aviation předložila plán dalšího rozvoje raketoplánu X-15. Druhým směrem bylo maximální urychlení projektu X-20 Dyna-Soar. Třetí plán, navržený společnostmi McDonnell a Avco-Convair předpokládal postavení jednoduché návratové kabiny.
V březnu 1958 se letectvo rozhodlo soustředit se na třetí variantu. Kosmická loď měla vážit 1200–1350 kg s průměrem 1,8 m a délkou 2,4 m. Délka letu se předpokládala nejvýše dva dny. Řízení mělo být automatické. První let byl naplánován na říjen 1960.
V dubnu 1958 byl plán kosmických letů letectva rozšířen na čtyři etapy, první „Člověk ve vesmíru co nejdříve“ (Man in Space Soonest, MISS), byla popsána výše. Druhá – Člověk ve vesmíru dokonaleji (Man-in-Space-Sophisticated) předpokládala dvoutýdenní let. Třetí – Lunar Reconnaissance a čtvrtá – Manned Lunar Landing and Return předpokládaly lety k Měsíci.
Nicméně v květnu 1958, po propočtu možností rakety Atlas doplněné o druhý stupeň, byl navržen suborbitální let do výše 270 km a dálky 185 km, přesunutý na duben 1960. Předpokládané náklady by byly 99,3 miliónu dolarů. V červnu 1958 tuto variantu schválilo vedení letectva, byly podepsány kontrakty s North American Aviation a General Electric na stavbu kabiny (první maketa měla být hotova v září). Současně ještě v červnu letectvo vybralo devět astronautů – byli to Neil Armstrong, John McKay a Joseph Walker z NACA; William Bridgeman z Douglas Aircraft; Albert Crossfield a Alvin White z North American; a konečně Iven Kincheloe, Robert Rushworth a Robert Michael White z letectva USA.
V srpnu 1958 však prezident Eisenhower potvrdil rozhodnutí soustředit práce na prvním letu do vesmíru v právě založené NASA a proto letectvo program Man In Space Soonest zrušilo.